# Zdzisław Nowak (pisarz)

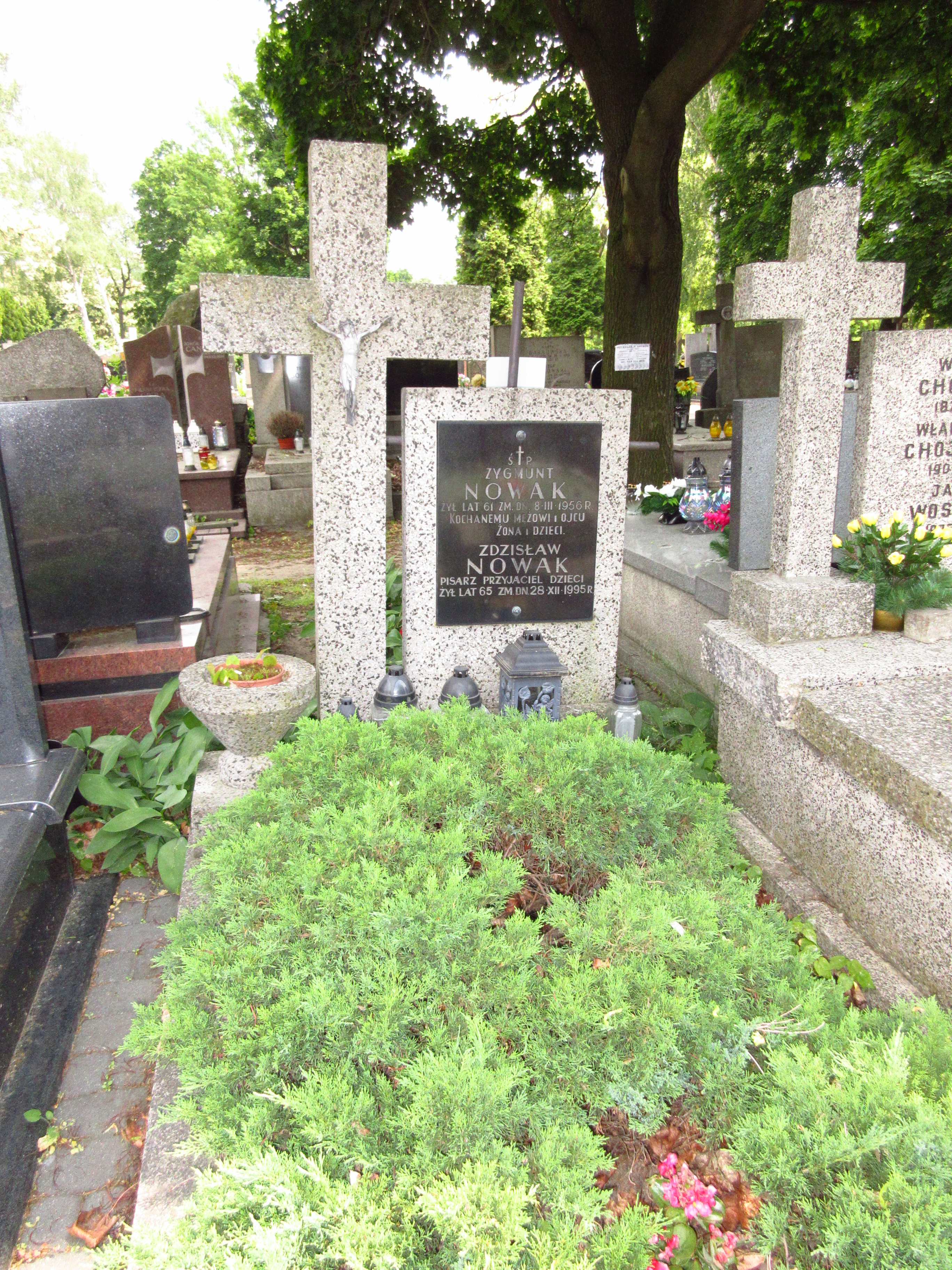
Grób Zdzisława Nowaka na cmentarzu Bródnowskim

Zdzisław Nowak (ur. 6 sierpnia 1930, zm. 28 grudnia 1995) – polski pisarz, publicysta, autor literatury dziecięcej. 
Autor cyklu książek z zagadkami i łamigłówkami o przygodach legendarnego mędrca Hodży Nasreddina. Autor łamigłówek oraz krzyżówek. Redaktor naczelny Świerszczyka w latach 1992-1993.
Został pochowany na cmentarzu Bródnowskim (kw. 69G-II-27).

## Utwory
- Mądra głowa (1962; zbiór zabaw i gier umysłowych dla harcerzy: krzyżówki, quizy, arytmografy, zagadki, magia)
- Napoleon nosił rapier (1958)
- Rozrywki umysłowe (1961)
- Po rozum do głowy: wesoła logika (1970)
- Łamigłówki nie z tej Ziemi (1971)
- Pentomina i tangramy : zbiór łamigłówek (1972)
- Cudowny skarb: legendy i opowieści uzbeckie (1978)
- Opowieści z Czajchany (1978)
- Prawdziwy osioł - przygody Omirbeka w krainie matematyki (1982)
- Skarb w pustyni: przygody Omirbeka w krainie matematyki (1983)
- Drużyna Króla Artura (1983)
- Oj, tato, co robisz? (1984)
- Zaklęty rycerz (1984; wspólnie z Mirosławem Tokarczykiem)
- Co się liczy naprawdę? (1987)
- O smolarczyku Marcinku i okrutnym Madeju spod Sypniewa (1988)
- Jak Bartek Bartnik za zbójami po Zagajnicy gonił (1990)
- Diabelski strzelec: polskie baśnie i legendy (1991)
- Grota króla Łokietka (1991)

### Cykl książek oHodży Nasreddinie
- Rozbójnicy: figle i zadania mądrego Hodży (1975)
- Przykrótka kołdra: figle i zadania mądrego Hodży (1976)
- Gdzie nie ma much: figle i zadania mądrego Hodży (1977)
- Niezwykłe przygody Hodży Nasreddina (1979)
- Książę łuczników: figle i zadania mądrego Hodży (1980)
- Szabla Salima: figle i zadania mądrego Hodży (1983)
- Zagadkowa ucieczka Hodży Nasreddina (1984)
- Zbójecka wyprawa Hodży Nasreddina (1987)

### Cykl książek oAli Babie
- Ali-Baba i pasterz (1984)
- Niezwykła podróż Ali-Baby (1985)
- Ali-Baba i czterech rozbójników (1987)